# Inielika
Inielika (Indonesisch: Gunung Inielika) is een complexe vulkaan op het Indonesische eiland Flores in de provincie Oost-Nusa Tenggara.